# Cétonémie
La cétonémie mesure le taux de corps cétoniques dans le sang, généralement pour investiguer des troubles métaboliques : diabète sucré, alcoolisme, trouble de la malabsorption du glucose, etc.
Des résultats anormalement élevés peuvent être considérés comme une cétose qui alimentera le diagnostic clinique. Chez l'humain, le principal corps cétonique en cause dans une acidocétose est le 3-bêta-hydroxybutyrate.
Néanmoins une diète cétogène augmente evidemment la cetonémie ce qui est l'objectif dans certains cas pour diminuer les crises d'épilepsies résistantes aux médications classiques.